# Mesoiulus mauriesi
Mesoiulus mauriesi är en mångfotingart som beskrevs av Pius Strasser 1974. Mesoiulus mauriesi ingår i släktet Mesoiulus och familjen kejsardubbelfotingar. Inga underarter finns listade i Catalogue of Life.